# 의무연구개발사령부
의료연구개발사령부(Medical Research and Development Command (MRDC))는 메릴랜드주 포트 데트릭에 있는 미국 육군 의무부의 연구 및 개발 기능 사령부이다.

## 역사
1958년 8월 20일에 당시의 미국 육군 의무감으로 근무하던 사일러스 B. 헤이즈 소장의 명령에 따라 의무연구개발사령부로 설립되었다. 5일 뒤의 8월 25일에 육군부에서 일반명령 제31호를 발효하여 8월 20일을 설립일로 명명하였고, 의무감실 산하 연구개발부서 소속 장교 12명과 민간인 20명으로, 사령부의 본부를 설립하였다.
1968년, 푸에르토리코 포트 브룩에 있던 열대지역 의료연구소가 월터 리드 육군 연구소로 임무를 이관하고 폐쇄되었다.
1973년 8월 24일, 콜로라도주 덴버의 의료연구 및 영양학 실험실이 폐쇄되었다.
1989년, 말레이시아 의료연구부대가 해산하였다, 임무는 월터 리드 육군 연구소로 이관되었다.
1994년 3월, 의무연구개발사령부에 의무물자국과 보건시설기획국을 합쳐 의무연구개발조달물류사령부로 개편하였다.
1994년 10월, 제7의무사령부 산하 미국 유럽 육군 의무물자센터(USAMMCE)가 의무연구물자사령부로 전속하였다.
1996년, 외과연구소가 새로 지은 브룩 육군 의료원으로 이사하였다.
1994년 11월 5일, 의무연구물자사령부로 개명되었다.
2019년 6월 1일, 의료물자 조달 기능이 개별 조직으로 분리되어 육군의무군수사령부가 창설되었다. 사령부는 의무연구개발사령부로 개편되고, 관할 기관이었던 미국 육군 의무물자국, 주유럽 미군 의무물자소, 주한 미군 의무군수처가 육군의무군수사령부로 전속하였다.

## 산하 조직

### 현재
현재의 MRDC의 산하 기관은 다음과 같다:
- 메릴랜드주 포트 데트릭
  - 미국 육군 의료물자개발처(USAMMDA)
  - 미국 육군 의료연구조달처(USAMRAA)
  - 미국 육군 전염병연구소(USAMRIID)
  - 화상의료 및 고등기술연구소(TATRC)
  - 의회 감독 의학 연구 프로그램
- 미국 육군 화학방어의료연구소(USAMRICD) - 메릴랜드주 에버딘 시험장
- 미국 육군 환경의학연구소(USARIEM) - 메사추사츠주 나티크
- 미국 육군 항공의무연구실험실(USAARL) - 앨라배마주 포트 노보셀
- 미국 육군 의괴연구소(USAISR) - 텍사스주 포트 샘 휴스턴
- 월터 리드 육군 연구소(WRAIR)

### 2008년
- 미국 육군 항공의료연구소(USAARL) - 앨라바마주 포트 루커
- 미국 육군 외과연구소(USAISR) - 텍사스주 포트 샘 휴스턴 브룩 육군 의료원
- 미국 육군 화학방어의료연구소(USAMRICD) - 메릴랜드주 애버딘 시험장
- 미국 육군 전염병연구소(USAMRIID) - 메릴랜드주 포트 데트릭
- 미국 육군 환경의료연구소(USARIEM) - 메사추세츠주 나티크
- 미국 육군 보건시설기획국(USAHFPA) - 버지니아주 폴스처치
- 미국 육군 의료정보기술원(USAMITC)
- 미국 육군 의무물자국(USAMMA) - 메릴랜드주 포트 데트릭
- 미국 유럽 육군 의무물자센터(USAMMCE) - 독일 피르마젠스
- 미국 육군 의료물자개발처(USAMMDA)
- 미국 육군 의료연구조달처(USAMRA)
- 월터 리드 육군 연구소(WRAIR) - 메릴랜드주 포레스트글렌
  - 미국 육군 치의연구분견대 - 일리노이주 그레이트레이크
  - 미국 육군 의무연구분견대/텍사스 의무연구부대 - 텍사스주 브룩 공군기지
  - 미국 육군 독일 의무연구부대; 1977년 하이델베르크에서 설립됨.
  - 미국 육군 케냐 의무연구부대(영어:United States Army Medical Research Unit-Kenya)
  - 국군의학연구소(영어:Armed Forces Research Institute of Medical Sciences), 태국

### 1958년 10월
육군 의무감실(OTSG)은 1958년 10월자로 의무연구개발사령부의 산하 부대를 아래의 목록과 같이 배정하였다.
- 월터 리드 육군 연구소 - 워싱턴 D.C.
- 미국 육군 의료장비연구개발연구실 - 뉴욕주 포트 토텐
- 미국 육군 의족연구실험실 - 워싱턴 D.C.
- 미국 육군 말라야 의료연구부대; 이후 새 국가명 말레이시아으로 변경, 1989년 해산 및 월터 리드 육군 연구소로 임무 이관[4]
- 미국 육군 의료부대 - 메릴랜드주 포트 데트릭
- 미국 육군 열대지역 의료연구소 - 푸에르토리코 포트 브룩; 1968년 해산 및 월터 리드 육군 연구소로 임무 이관[3]
- 미국 육군 의료연구실험실 - 켄터키주 포트 녹스
- 미국 육군 외과연구부대 - 텍사스주 포트 샘 휴스턴
- 미국 육군 의료연구 및 영양학 실험실 -  콜로라도주 덴버; 1973년 8월 24일 폐쇄.[3]
- 미국 육군 독일 의료연구부대

### 이전
- 서남아시아 의료물자원(USAMMC-SWA); 2003년 1월 ~ 2013년 10월

## 계보
- 1958년 8월 20일, Medical Research and Development Command (MRDC)→의무연구개발사령부
- 1994년 3월, Medical Research and Materiel Command (MRMC)→의무연구물자사령부
- 1994년 11월 15일, Medical Research, Development, Acquisition and Logistics Command (MRDALC)→의무연구개발조달군수사령부
- 2019년 6월 1일, Medical Research and Development Command (MRDC)→의무연구개발사령부

## 참고

### 인용
1. ↑  MRMC History 1958–2008 2008, 16쪽.
2. ↑  MRMC History 1958–2008 2008, 17쪽.
3. 1 2 3 4  MRMC History 1958–2008 2008, 24쪽.
4. 1 2  MRMC History 1958–2008 2008, 23쪽.
5. ↑  C.J. Lovelace (2019년 9월 19일). “Army Activates New Medical Logistics Command” (영어). Army Medical Logistics Command Public Affairs. 2019년 12월 12일에 확인함.
6. ↑  “Worldwide Commands” (PDF) (영어). 2020년 10월 30일에 확인함.
7. ↑  MRMC History 1958–2008 2008, 167, 184–187쪽.
8. ↑  MRMC History 1958–2008 2008, 17, 25쪽.

### 자료
- “USAMRMC: 50 Years of Dedication to the Warfighter, 1958–2008” (PDF) (영어). Medical Research and Development Command Public Affairs Office. 2008. 2020년 10월 31일에 확인함.